# 阿莱西娅·迪波尔
阿莱西娅·迪波尔（義大利語：Alessia Afi Dipol，1995年8月1日—），多哥女子高山滑雪运动员。阿莱西娅生于意大利皮耶韦迪卡多雷，后归化入多哥籍。她代表多哥参加了2014年冬季奧林匹克運動會女子曲道、女子大曲道的比赛。阿莱西娅在2012年至2013年间代表印度参加比赛。为参加索契冬奥会，她改入多哥籍。虽然没有多哥血统，但她的父亲在多哥拥有一家服装厂。